# Federala lagen om skydd av barn från information som är skadlig för deras hälsa och utveckling
Federal lag av den 29 december 2010 Nr 436-FZ "om skydd av barn från information som är skadlig för deras hälsa och utveckling" (ryska: Федеральный закон Российской Федерации от 29 декабря 2010 г. N 436-ФЗ «О защите детей от информации, причиняющей вред их здоровью и развитию») är en rysk lag som reglerar spridningen av information till barn under 18 år. 

## Förbud mot information om homosexualitet
Den 11 juni 2013 antog Statsduman en förändring av lagen så att den omfattade ett förbud mot information om homosexualitet och andra så kallade "icke-traditionella sexuella relationer", till personer under 18 år. Ändringen av lagen vidtogs med 436 röster för lagen, men ingen emot. En ledamot lade ned sin röst. Lagen gick igenom omröstning i ryska överhuset innan lagförslaget hamnade hos president Vladimir Putin för underskrift. Därefter trädde lagen i kraft 13 juni 2013.
Lagen innebär censur för medierna, vilket bland annat medför att HBTQ-rörelser inte kan sprida sin information, arrangera evenemang eller skriva bloggar. Därmed kan de inte så lätt slåss för sina rättigheter.
Lagen har väckt starka reaktioner världen över, bland annat från idrottens håll. Bland andra Internationella olympiska kommittén och Internationella fotbollsförbundet bad Ryssland om klargöranden kring hur lagen skulle tillämpas i samband med Olympiska vinterspelen 2014 i Sotji och det då kommande fotbolls-VM 2018. Andra utanför idrottsrörelsen uppmanade till bojkott av Sotji-OS. Bland de svenska idrottarna har bland andra friidrottarna Emma Green Tregaro, Moa Hjelmer och Kajsa Bergqvist samt längdskidåkaren Marcus Hellner riktat kritik mot lagstiftningen.
Sveriges utrikesminister Carl Bildt har hårt kritiserat Rysslands antihomolagar och den förföljelse och misshandel som pågår av homosexuella i Ryssland; för detta fick han mothugg från den ryska ambassaden. Bildt hyllades efter kritiken av HBTQ-rörelser.
Lagen är populär och har stöd av stora delar av den ryska befolkningen. Det statskontrollerade opinionsmätningsinstitutet Vtsiom uppgav att 88 procent den ryska befolkningen var för lagen.[källa behövs]